# Giochi panamericani invernali
I Giochi panamericani invernali si sono svolti dal 16 settembre al 22 settembre 1990 in Argentina e in particolare presso la stazione sciistica di Las Leñas, nella provincia di Mendoza.
Sono finora l'unica edizione dei Giochi panamericani invernali. Vi hanno preso parte 97 atleti provenienti da 8 Paesi, ed impegnati tutti in un solo sport, lo sci alpino.

## Paesi partecipanti
- Argentina
- Bolivia
- Brasile
- Canada
- Cile
- Colombia
- Messico
- Stati Uniti

## Medagliere
| Posiz. | Nazione     | Oro | Argento | Bronzo | Totale |
| ------ | ----------- | --- | ------- | ------ | ------ |
| 1      | Stati Uniti | 4   | 2       | 5      | 11     |
| 2      | Canada      | 2   | 4       | 1      | 7      |
| Totale | Totale      | 6   | 6       | 6      | 18     |